# Locomotora diésel-eléctrica

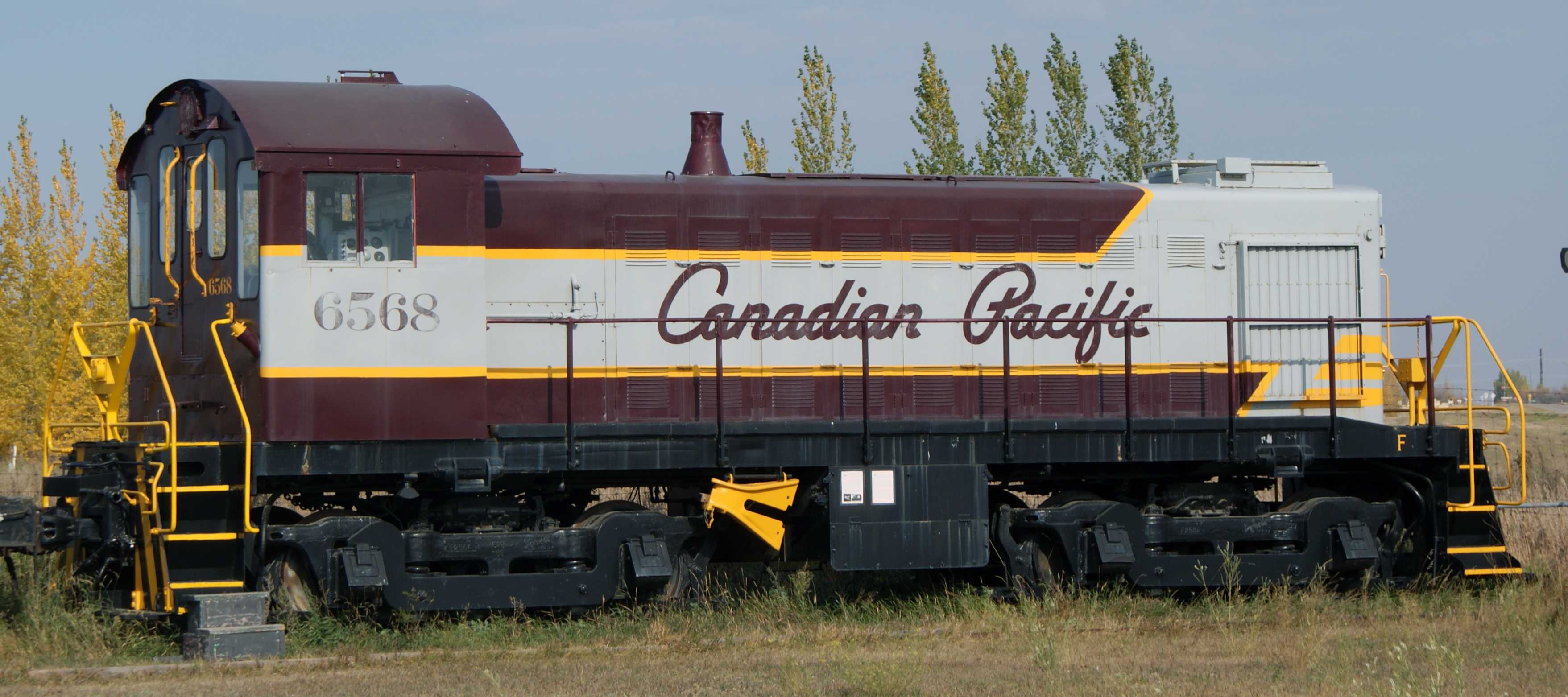
Locomotora diésel-eléctrica S3 construida por Montreal Locomotive Works en 1957 para el CPR, sobre la base de los diseños de ALCO.

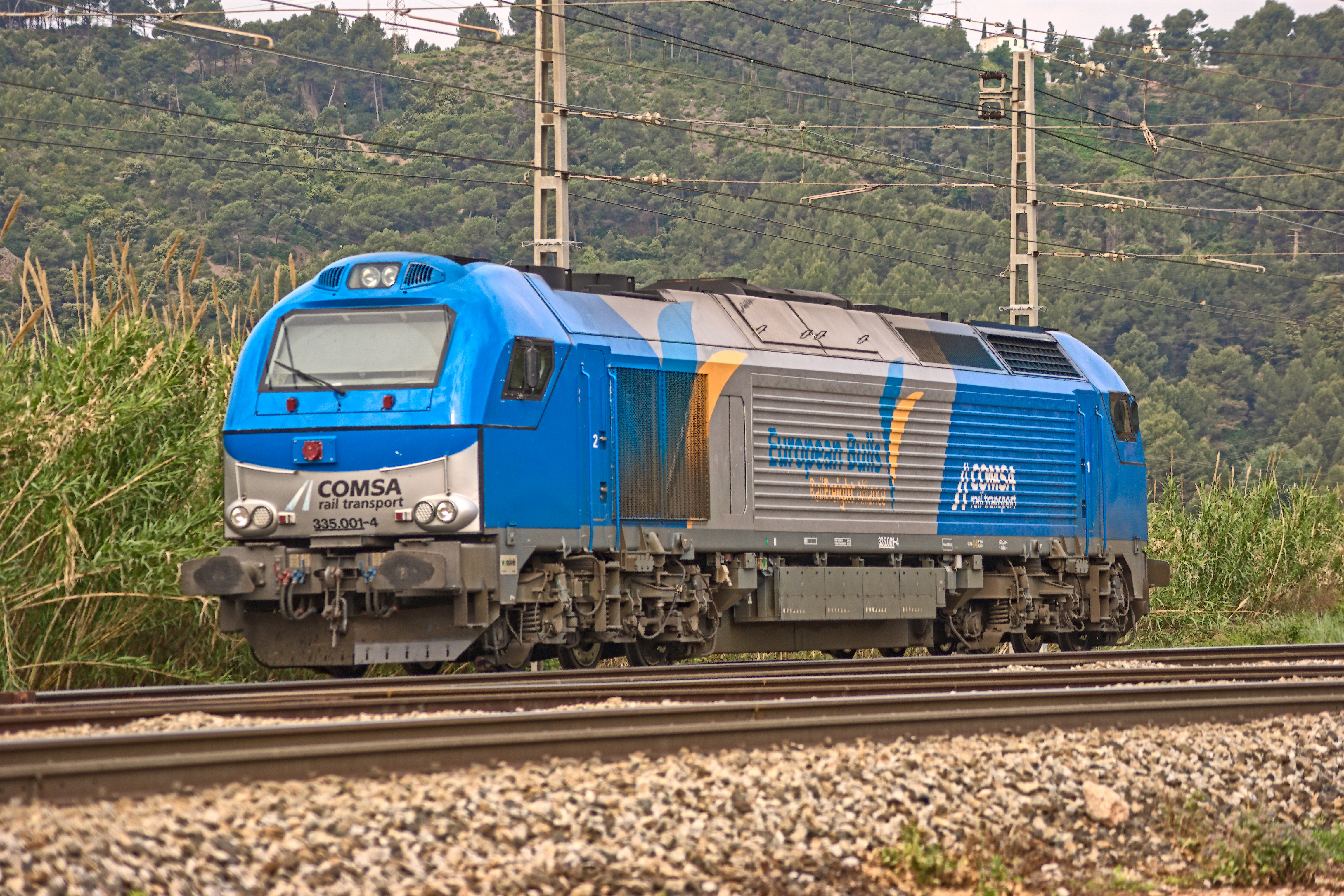
La locomotora diésel-eléctrica 335.001 de Comsa (Euro 4000 de Vossloh) en la topera de la estación de Castellbisbal.

Una locomotora diésel-eléctrica es un tipo de locomotora que tiene en su interior un motor de combustión interna (que puede usar diésel, tanto fósil como biodiésel) acoplado a un generador trifásico que suministra la corriente eléctrica a los motores de tracción y a los ventiladores del radiador para refrigerar el motor diésel. No hay conexión mecánica entre el motor principal y los motores de tracción. 

## Transmisión Eléctrica
La transmisión de este tipo presupone la instalación de un generador denominado principal acoplado al motor de combustión interna (denominado motor primario); la energía eléctrica es transmitida a los motores eléctricos de tracción los que se acoplan por engranajes a los ejes del vehículo.
Se ve así que la potencia instalada en un vehículo motor o locomotora es tres veces la potencia nominal, a saber:
- Potencia del motor primario.
- Potencia del generador principal.
- Potencia de los motores de tracción.

Esta triplicación de la potencia instalada es el factor que da origen al alto peso y costo de las locomotoras diésel eléctricas, comparadas con otras eléctricas o hidráulicas por ejemplo.
El motor diésel deberá suministrar energía para el accionamiento de los equipos auxiliares como ser bombas, ventiladores, compresores del equipo de freno o exhaustores, carga de batería, etc., para los cuales disponen de tomas de potencias adecuadas. La energía eléctrica para esos elementos se obtiene de generadores auxiliares, según los casos se instalará uno y en otro dos, diferenciándose entonces entre ellos ya que uno deberá generar energía eléctrica a tensión constante para alimentar los circuitos de baterías, iluminación, motores, etc., el otro a tensión variable y de magnitud adecuada se utiliza para la regulación de la potencia.

## Almacenamiento de electricidad
El almacenamiento de la electricidad se puede realizar en baterías eléctricas (que pueden recargarse con el generador diésel, cambiarse por cargadas en lugares predeterminados o ambas cosas) y en supercondensadores (que se pueden recargar en cuestión de pocos minutos en cada parada).